# Nemzetközi Alzheimer Társaság
A Nemzetközi Alzheimer Társaság (eredeti, angol nevén: Alzheimer's Disease International, rövidítve ADI) az Egyesült Államokban bejegyzett nonprofit szervezet, globális ernyőszervezet. Teljes angol neve: The International Federation of Alzheimer's Disease and Related Disorders Societies, Inc.
Célja, hogy segítséget nyújtson az Alzheimer-kórban, a demenciákban szenvedőknek és gondozóiknak, miközben világméretekben figyelemmel kíséri a demencia alakulását és ajánlásokat dolgoz ki a problémák nemzeti szintű kezelésére.

## Ismertetése
Fő törekvése, hogy a gyakorlatban jól működő megoldásokat találjon a demenciára. Célja a jobb életminőség elérése a betegek és családjaik számára szerte a világon. Tevékenységébe egyaránt bevonja a szakembereket, valamint a gondozókat, a demenciában szenvedőket és hozzátartozóikat is.
A néhány magánszemély által 1984-ben Chicagóban alapított társaság az évtizedek folyamán nagy nemzetközi szervezetté alakult. Napjainkban már a világon működő 84 nemzeti Alzheimer-társaság (nonprofit szervezetek) szövetsége. Mint globális szervezet együttműködik a kormányzatokkal, hivatalos kapcsolatban áll az ENSZ Egészségügyi Világszervezetével (WHO). Felhívja a figyelmet a demencia világméretű terjedésére és kampányt folytat a kormányok egészségügyi politikájának megváltoztatásáért.
A nemzeti Alzheimer-társaságok a helyi sajátosságok figyelembevételével működnek. Információkkal, támogató csoportok alakításával, a gondozók számára szervezett tréningekkel, a kormányzati szervek felé pedig érdekvédelmi tevékenységgel támogatják országukban a demens személyeket és családtagjaikat. Magyarországról a Feledékeny Emberek Hozzátartozóinak Társasága (FEHT) van jelen a nemzetközi szervezetben.

## Szervezete
Az ADI tanácsa (council) a tagszervezetek egy-egy képviselőjéből áll és évente egyszer ülésezik. A társaság irányító testülete a tanács által választott bizottság (board), melynek élén Glenn Rees (Ausztrália) áll; székhelyük Londonban van. A Nemzetközi Alzheimer Társaság elnöke Yasmin Aga Khan hercegnő, amerikai filantróp, Aly Khan pakisztáni herceg és Rita Hayworth amerikai színésznő lánya. (Rita Hayworth Alzheimer-kórral küzdve töltötte utolsó éveit). A választott testületek tagjainak és tiszteletbeli alelnökeinek listája publikus.
A társaság orvosi és tudományos tanácsadó testülettel is rendelkezik, amely szükség esetén szakértői tanácsadást nyújt, és tagjai az ADI nemzetközi nagyköveteiként működnek. Névsoruk szintén nyilvános.
Az ADI-nak két regionális csoportja is van, ezek nem tagszervezetek:
- Alzheimer Europe (Luxembourg)[4]
- Alzheimer Iberoamerica (Pamplona, Spanyolország)[5]

## Programok, projektek
- Alzheimer Egyetem

Munkamegbeszélések (workshop) sorozata a nemzeti Alzheimer-társaságok munkatársai és az önkéntesek számára. Célja, hogy a résztvevők képesek legyenek saját szervezetük kiépítésére és fenntartására, adománygyűjtésre, a közvélemény befolyásolására, önkéntesek toborzása, támogató csoportok működtetésére. 1998 óta több mint 40 Alzheimer Egyetemet szerveztek, melyek programjain a világ kb. 100 országának képviselői vettek részt.
- Nemzetközi Alzheimer-konferenciák

A szervezet megalakulásától kezdve rendezi meg éves konferenciáit, melyek szlogenje: The longest running international conference on dementia. Az első konferenciát Chicagóban tartották (1985), és a sorrendben 33-ik helyszíne ismét Chicagó lesz (2018). Napjainkban a világkonferenciára 100 országból érkező résztvevők száma 1000 fő körül van.
A 2010-es években megtartott, ill tartandó konferenciák:
- - Milánó, Olaszország, 2019
  - Chicago, USA, 2018. július 26–29.
  - Kiotó, Japán, 2017. április 26–29.
  - Budapest, Magyarország, 2016
  - Perth, Ausztrália, 2015
  - San Juan, Puerto Rico, 2014
  - Tajpej, 2013
  - London, Egyesült Királyság, 2012
  - Toronto Kanada, 2011
  - Szaloniki, Görögország, 2010
- Világjelentések

2009 óta évente teszi közzé Alzheimer-jelentéseit. Az ezekbe foglalt ajánlások globális kereteket biztosítanak a demencia elleni további nemzetközi fellépéshez. Felhívják a kormányokat saját nemzeti demencia stratégia kidolgozására. 2017-ben már a harmincadik ország, Kanada indított el nemzeti demencia stratégiát. (ADI, 2017-06-22)
- Alzheimer-világnap: szeptember 21.

A Nemzetközi Alzheimer Társaság a WHO támogatásával 1994-ben indította útjára az Alzheimer világnap projektet, ill. évente ismétlődő programsorozatot. 2017-ig már 84 ország csatlakozott a kezdeményezéshez. Az ADI évek óta éppen ezen a napon teszi közzé éves világjelentését.
- Alzheimer-hónap: szeptember

A világnaphoz kapcsolódva először 2012-ben hirdették meg és azóta minden év szeptemberében megszervezik az Alzheimer-világhónap eseménysorozatait a világ számos országában. A kampány célja, hogy ne csak egyetlen napon kerüljön fókuszba ez a betegség.